# NZ Большого Пса
NZ Большого Пса (лат. NZ Canis Majoris), HD 48424 — одиночная переменная звезда в созвездии Большого Пса на расстоянии (вычисленном из значения параллакса) приблизительно 9968 световых лет (около 3056 парсеков) от Солнца. Видимая звёздная величина звезды — от +8,9m до +8,82m.

## Характеристики
NZ Большого Пса — бело-голубой гигант, пульсирующая переменная звезда (LPB) спектрального класса B9,5III или B9/A0III.